# Heinz Fiedler
Heinz Fiedler (* 23. April 1929 in Leubnitz; † 15. Dezember 1993 in Berlin) war ein deutscher Geheimdienstler der Staatssicherheit (MfS) der DDR und von 1970 bis 1990 Leiter der für Grenzkontrollen und Touristenverkehr zuständigen Hauptabteilung VI (HA VI) des MfS.

## Leben
Fiedler wurde 1929 als Sohn eines Schlossers und einer Weberin geboren. Nach der Volksschule besuchte er die Handelsschule, welche er mit der Mittleren Reife abschloss. 1945 zog man ihn zum Reichsarbeitsdienst, und anschließend zur Wehrmacht ein. Als Soldat geriet er in amerikanische Kriegsgefangenschaft.
Nach dem Krieg arbeitete er zunächst als Hilfsmechaniker beim Siemens-Apparatebau in Werdau. Ab 1946 absolvierte Fiedler eine Lehre bei der Sozialversicherungskasse in Zwickau, wo er auch anschließend als Angestellter tätig war. Ebenfalls 1946 trat er der KPD, später SED bei. Ab 1949 arbeitete er als kaufmännischer Angestellter und FDJ-Sekretär im Kfz-Werk „Ernst Grube“ in Werdau. 1952 wechselte Fiedler zur Kreisdienststelle Zwickau des MfS. 1954 versetzte man ihn zur Abteilung II (Spionageabwehr) der Bezirksverwaltung (BV) Karl-Marx-Stadt des MfS. Dort wurde er 1958 zum Abteilungsleiter befördert. Von 1960 bis 1965 absolvierte er ein Fernstudium an der Juristischen Hochschule der Staatssicherheit (JHS) in Potsdam-Eiche. Dieses Studium schloss er im Juni 1965 als Diplom-Jurist mit einer 107-seitigen Arbeit zum Thema „Der Zusammenhang von Strukturplan, Funktionsplan und Organisations-Anweisung im allgemeinen unter besonderer Berücksichtigung der Bedeutung funktioneller Pflichten und Rechte sowie der Abgrenzung der Verantwortlichkeit für die Leitungstätigkeit im Ministerium für Staatssicherheit“ ab. Noch vor Abschluss des Studiums wurde Fiedler 1961 zum Stellvertreter Operativ des Leiters der BV Karl-Marx-Stadt ernannt. Ab 1968 war er Abteilungsleiter beim ständigen Operativstab des 1. Stellvertreters des Ministers für Staatssicherheit, ehe er 1970 die Leitung der HA VI übernahm. Diese war unter anderem für die Passkontrolle, Erfassung und Überwachung des grenzüberschreitenden Reiseverkehrs (Ein- und Ausreise, Transitverkehr) zuständig und beschäftigte zuletzt 2.025 Mitarbeiter. Als ranghöchster Grenzkontrolleur war er somit auch für den Einsatz radioaktiver Strahlenquellen bei Kontrollen verantwortlich.
Zusammen mit Rolf Fister und sieben weiteren MfS-Offizieren promovierte er 1975 an der JHS zum Dr. jur. Thema der Arbeit war die „Organisierung der Vorbeugung, Aufklärung und Verhinderung des ungesetzlichen Verlassens der DDR und der Bekämpfung des staatsfeindlichen Menschenhandels“. Im selben Jahr wurde er zum Generalmajor ernannt. 1977/78 besuchte er einen Einjahreslehrgang an der Parteihochschule Karl Marx des ZK der SED. 1985 erhielt Fiedler den Vaterländischen Verdienstorden in Gold. Im Zuge der politischen Wende in der DDR und der Auflösung des MfS wurde Fiedler im Januar 1990 entlassen und lebte anschließend als Rentner.
Wegen des Verdachts der gemeinschaftlichen Anstiftung zum Mord am Fluchthelfer Wolfgang Welsch wurde Heinz Fiedler am 1. Dezember 1993 verhaftet. Am 15. Dezember beging er in der Untersuchungshaft in Berlin-Moabit Suizid. Unter den Trauergästen seiner Beerdigung befanden sich zahlreiche hochrangige ehemalige MfS-Offiziere, darunter Wolfgang Schwanitz, Gerhard Neiber, Rudi Mittig und Werner Großmann.